# Кастрильон, Хайме
Хайме Альберто Кастрильон Васкес (исп. Jaime Alberto Castrillón Vásquez; род. 5 апреля 1983, Пуэрто-Наре, Колумбия) — колумбийский футболист, полузащитник. Выступал за сборную Колумбии.

## Клубная карьера
Кастрильон — выпускник футбольной академии клуба «Индепендьенте Медельин». В 2002 году он дебютировал за команду в Кубке Мустанга. В своём первом сезоне Хайме завоевал место в основном составе команды и помог ей выиграть чемпионат Колумбии. В 2004 году он повторил это достижение, приведя «Индепендьенте» к золотым медалям Апертуры 2004. В 2009 году Кастрильон перешёл в китайский «Наньчан Баи Хэнъюань» на правах аренды. В 2010 году он также на правах аренды выступал за «Онсе Кальдас». 1 февраля в поединке против «Реал Картахена» он дебютировал за новую команду. 18 февраля в поединке против «Ла Экидада» Хайме забил свой первый мяч. С «Онсе Кальдас» Кастрильон выиграл чемпионат Колумбии в третий раз, а также помог команде выйти из группы в розыгрыше Кубка Либертадорес, забив два гола в ворота «Монтеррея» и «Насьоналя». В «Индепендьенте» Кастрильон провёл 9 лет, за которые он принял участие в более чем 300 встречах и забил 53 мяча.
25 января 2012 года Кастрильон подписал контракт с клубом MLS «Колорадо Рэпидз». В высшей лиге США он дебютировал 10 марта в матче стартового тура сезона 2012 против «Коламбус Крю». 18 марта в поединке против «Филадельфии Юнион» он забил свой первый мяч в MLS. По итогам сезона 2012 Кастрильон стал лучшим бомбардиром «Колорадо Рэпидз» с восемью голами, а также отдал четыре голевые передачи. 22 февраля 2013 года Кастрильон перезаключил контракт с «Колорадо Рэпидз». Из-за травмы правого колена он пропустил первую половину сезона 2013. 4 декабря «Колорадо Рэпидз» объявил об уходе Кастрильона.
18 ноября 2014 года Кастрильон подписал контракт с новообразованным клубом Североамериканской футбольной лиги «Джэксонвилл Армада». 4 апреля 2015 года он сыграл в дебютном матче «Армады», против «Эдмонтона». 12 августа в матче против «Каролины Рэйлхокс» он забил свой первый гол в NASL. 16 декабря «Армада» объявила об отказе от услуг Кастрильона.
В декабре 2015 года Кастрильон присоединился к клубу «Атлетико Букараманга».

## Международная карьера
6 июля 2004 года в матче Кубка Америки против сборной Венесуэлы Кастрильон дебютировал за сборную Колумбии. Это был его единственный матч на том турнире. В 2005 году в составе национальной команды он участвовал в розыгрыше Золотого кубка КОНКАКАФ. 17 июля в матче против сборной Мексики забил свой первый гол за сборную.
В 2007 году Кастрильон во второй раз поехал на Кубок Америки, где забил два гола, поразив ворота сборных Аргентины и США.

### Голы за сборную Колумбии
| #   | Дата         | Место                                      | Противник | Счёт | Результат | Соревнование                |
| --- | ------------ | ------------------------------------------ | --------- | ---- | --------- | --------------------------- |
| 01. | 17 июля 2005 | Релайант Стэдиум, Хьюстон, США             | Мексика   | 1:0  | 2:1       | Золотой кубок КОНКАКАФ 2005 |
| 02. | 2 июля 2007  | Хосе Паченчо Ромеро, Маракайбо, Венесуэла  | Аргентина | 2:3  | 2:4       | Кубок Америки 2007          |
| 03. | 5 июля 2007  | Метрополитано де Лара, Кабударе, Венесуэла | США       | 1:0  | 1:0       | Кубок Америки 2007          |
| 04. | 25 июня 2011 | Дикс Спортинг Гудс Парк, Коммерс-Сити, США | Мексика   | 1:0  | 1:0       | Товарищеский матч           |

## Достижения
Командные
 «Индепендьенте Медельин»
- Чемпион Колумбии: Финалисасьон 2002, Апертура 2004

 «Онсе Кальдас»
- Чемпион Колумбии: Финалисасьон 2010